# 北海道道97号豊浦京極線

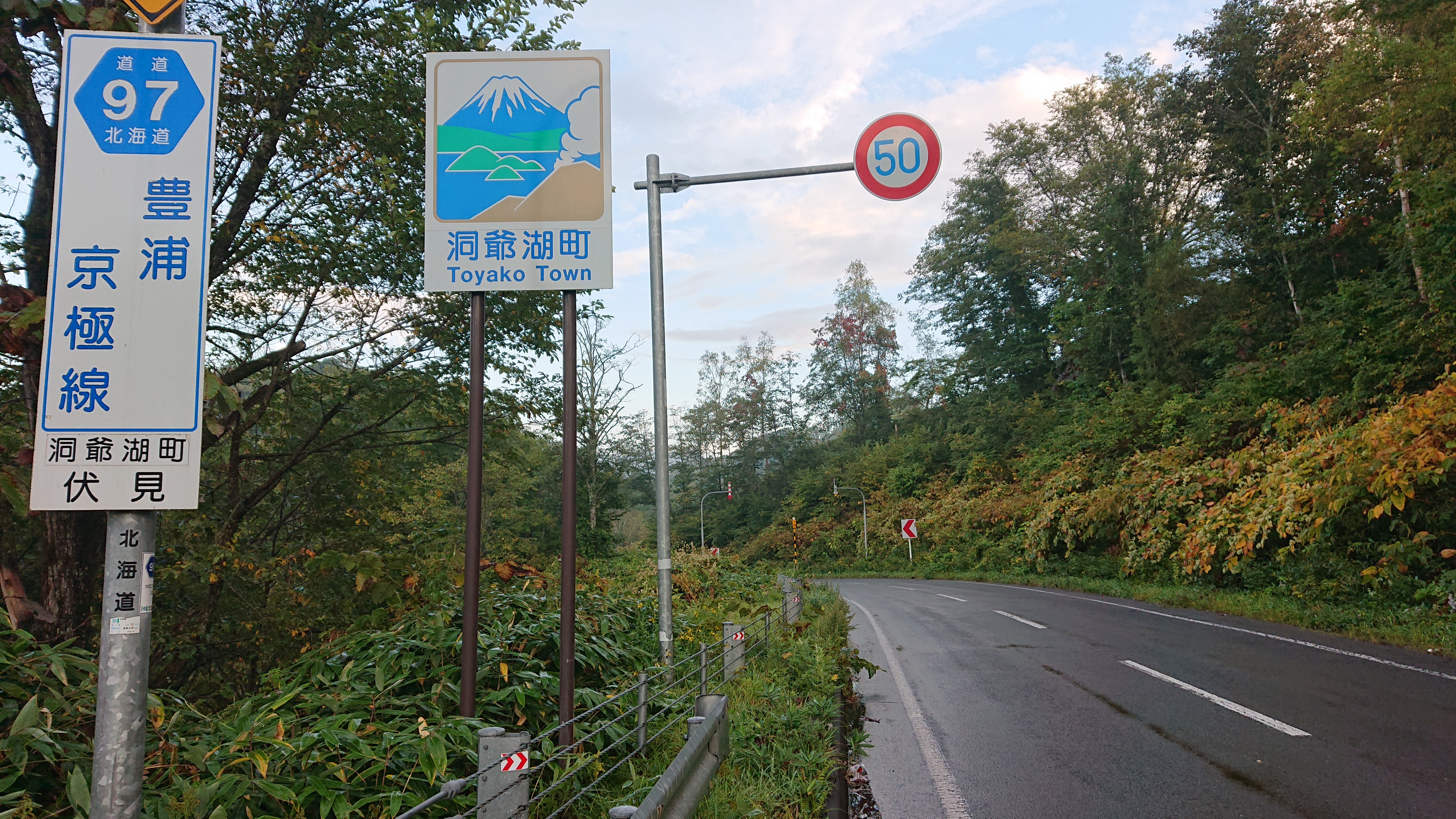
北海道道97号豊浦京極線（洞爺湖町伏見）

北海道道97号豊浦京極線（ほっかいどうどう97ごう とようらきょうごくせん）は北海道虻田郡豊浦町と京極町を結ぶ道道（主要地方道）である。

## 概要
豊浦町内の一部区間は、北海道道285号豊浦洞爺線とともに有珠山噴火で寸断された国道230号の代替路線として指定された時期があった。

### 路線データ
- 起点：北海道虻田郡豊浦町東雲町（国道37号交点）
- 終点：北海道虻田郡京極町京極（国道276号交点）
- 総延長：41.646 km[1]
- 実延長：40.639 km[1]
- 重用延長：1.007 km[1]

### 道路管理者
- 胆振総合振興局 室蘭建設管理部 洞爺出張所
- 後志総合振興局 小樽建設管理部 真狩出張所

## 歴史
- 1976年（昭和51年）8月31日 - 898号として路線認定[2]。
- 1993年（平成5年）5月11日 - 建設省から、道道豊浦京極線が豊浦京極線として主要地方道に指定される[3]。
- 1994年（平成6年）10月1日 - 路線番号を97に変更[4]。
- 2000年（平成12年）4月26日 - 2000年有珠山噴火に伴い、起点から道道285号交点までを国道230号代替路線に指定[要出典]。
- 2007年（平成19年）4月2日 - 国道230号新ルート完成に伴い、国道代替路線の指定を解除[要出典]。

## 路線状況

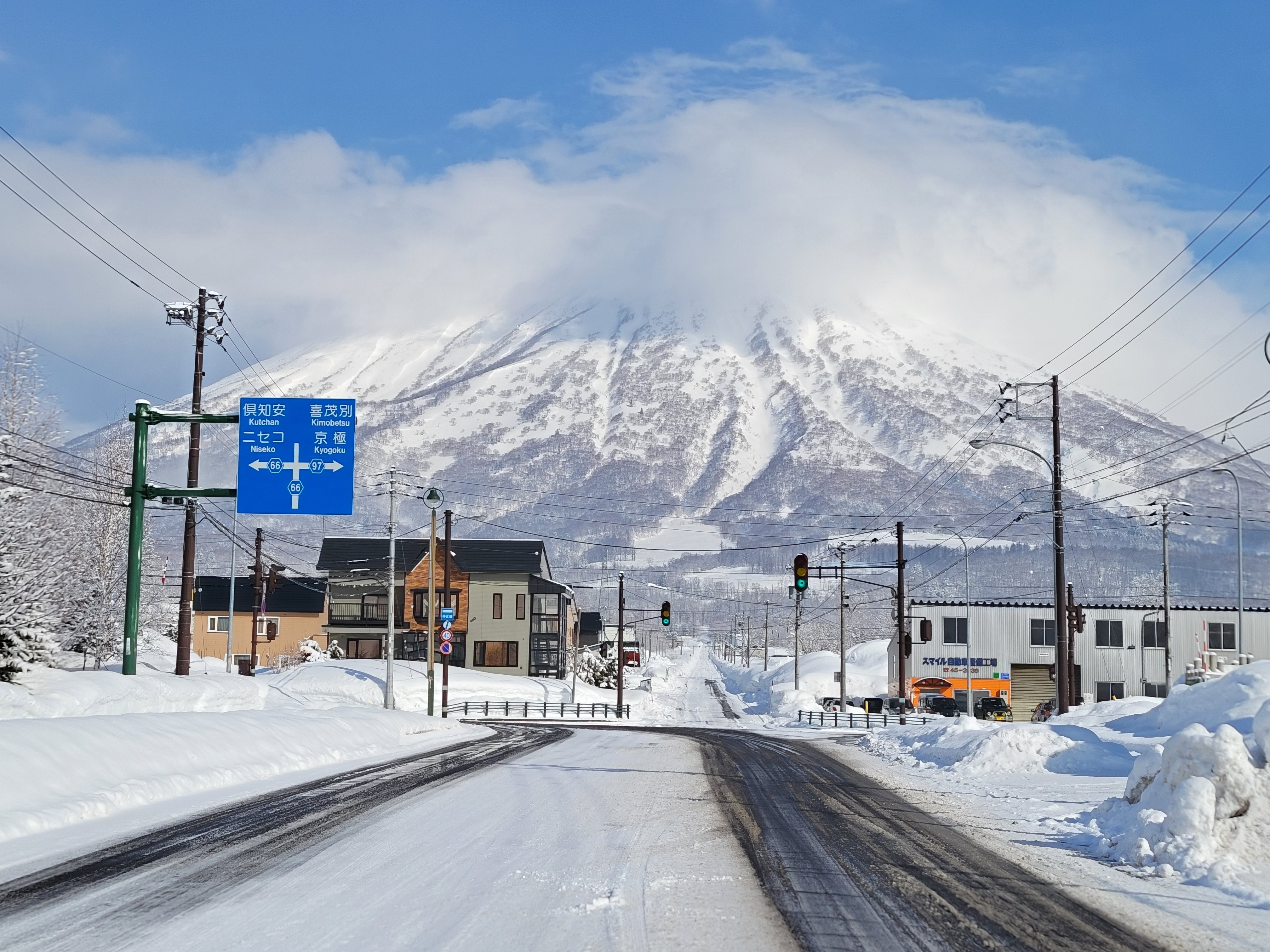
虻田郡真狩村にて。手前側は北海道道66号との重複区間。前方に羊蹄山が見える。

### 重複区間
- 北海道道66号岩内洞爺線（真狩村真狩 - 真狩村共明）

## 地理

### 通過する自治体
- 胆振総合振興局
  - 虻田郡豊浦町
  - 虻田郡洞爺湖町
- 後志総合振興局
  - 虻田郡真狩村
  - 虻田郡喜茂別町
  - 虻田郡京極町

### 交差する道路
豊浦町
- 国道37号（国道230号重複） - 東雲町（起点）
- 北海道道285号豊浦洞爺線 - 桜

真狩村
- 北海道道777号川崎三の原線 - 川崎
- 北海道道914号新富神里線 - 神里
- 北海道道230号三ノ原ニセコ線 - 神里、真狩
- 北海道道66号岩内洞爺線 - 真狩、共明（重複）
- 北海道道230号三ノ原ニセコ線 - 共明

京極町
- 国道276号 - 京極（終点）

### 沿線にある施設など
豊浦町
- 北海道シュタイナー学園いずみの学校初等部

真狩村
- 真狩村立真狩中学校